# Maximilian von Mützschefahl
Maximilian von Mützschefahl (* 12. August 1844 in Ottmachau; † 16. September 1915 in Wiesbaden) war ein preußischer Generalleutnant.

## Leben

### Herkunft
Maximilian war ein Sohn des preußischen Kreisgerichtsrates Heinrich von Mützschefahl (1799–1883) und dessen Ehefrau Auguste, geborene von Fischer (1815–1875). Der spätere preußische Generalleutnant Arthur von Mützschefahl (1819–1899) war sein Onkel.

### Militärkarriere
Mützschefahl trat am 2. April 1861 in das 4. Oberschlesische Infanterie-Regiment Nr. 63 der Preußischen Armee ein und avancierte Mitte November 1862 zum Sekondeleutnant. Mit der 2. Kompanie seines Regiments nahm er 1866 an Krieg gegen Österreich teil und absolvierte ab Oktober 1868 zur weiteren Ausbildung die Kriegsakademie. Dieses Kommando musste Mützschefahl für die Dauer der Mobilmachung anlässlich des Krieges gegen Frankreich 1870/71 unterbrechen. Er nahm an den Schlachten bei Mars-la-Tour sowie Gravelotte teil und stieg während der Belagerung von Metz am 8. Oktober 1870 zum Premierleutnant auf. Als solcher wurde er im weiteren Kriegsverlauf bei Orléans und Le Mans eingesetzt. Nach dem Friedensschluss erhielt er am 13. Juni 1872 das Eiserne Kreuz II. Klasse und setzte 1871/72 seine Studien an der Kriegsakademie fort. Von 1873 bis 1876 war Mützschefahl zum Büro der Landesaufnahme kommandiert. Mit der Beförderung zum Hauptmann erfolgte am 15. September 1874 seine Ernennung zum Chef der 2. Kompanie. Unter Überweisung zum Großen Generalstab wurde er am 22. Februar 1881 in den Generalstab der Armee versetzt. Nach einer kurzzeitigen Kommandierung zum Stab der 15. Division und der Beförderung zum Major war Mützschefahl von Mitte Juni 1882 bis Mitte April 1886 im Generalstab der Armee tätig und wurde anschließend als Kommandeur des Füsilier-Bataillons in das 1. Magdeburgische Infanterie-Regiment Nr. 26 versetzt. Am 13. Dezember 1888 avancierte Mützschefahl zum etatsmäßigen Stabsoffizier und Oberstleutnant im Großherzoglich Mecklenburgisches Füsilier-Regiment Nr. 90 in Rostock. Mit der Beförderung zum Oberst trat er am 14. Februar 1891 zur Marineinfanterie über und wurde unter Stellung à la suite zum Inspekteur der Marineinfanterie ernannt. Zugleich war er auch mit der Wahrnehmung der Geschäfte als Kommandant von Kiel beauftragt.
Am 15. Juli 1893 trat Mützschefahl wieder in die Armee ein und wurde als Kommandeur des Grenadier-Regiments „Graf Kleist von Nollendorf“ (1. Westpreußisches) Nr. 6 in Posen angestellt. Mit der Beförderung zum Generalmajor schloss sich am 27. Januar 1895 eine Verwendung als Kommandeur der 18. Infanterie-Brigade in Liegnitz an. Unter Beförderung zum Generalleutnant wurde Mützschefahl als Kommandeur der 13. Division nach Münster versetzt und anlässlich des Ordensfestes im Januar 1900 mit dem Stern zum Roten Adlerorden II. Klasse mit Eichenlaub ausgezeichnet. In Genehmigung seines Abschiedsgesuches wurde er am 15. Mai 1900 mit der gesetzlichen Pension zur Disposition gestellt.
Nach seiner Verabschiedung zog er nach Wiesbaden, wo er 1915 unverheiratet verstarb.